# 特爾古奧克納
特爾古奧克納是羅馬尼亞的城鎮，位於該國東北部，距離首府巴克烏39公里，由巴克烏縣負責管轄，面積48.90平方公里，海拔高度261米，2009年人口12,913，大多數居民信奉東正教。